# Yamory
yamory（ヤモリー）は、ビズリーチが提供する脆弱性管理ツールである。オープンソースソフトウェアの利用状況を自動で把握し、脆弱性の管理・対策ができる。

## 概要
ウェブアプリケーション内で利用されているオープンソースソフトウェアを抽出し、利用状況を整理するとともに、脆弱性情報データベースと照合し、脆弱性を可視化する。
脆弱性や対応策の迅速な情報集約には、求人検索エンジン「スタンバイ」で培ったクローリング技術が生かされているという。
脆弱性自体の危険度に、脆弱性が存在するシステムの使用状況とエクスプロイトの有無を加味し対応優先度を分類する「オートトリアージ機能」を特徴としており、特許を取得している。

## 歴史
- 2019年8月27日 - サービスリリース。
- 2020年4月10日 - 情報処理推進機構がセキュリティ製品の有効性検証の試行対象に選定。[4]